# Église Saint-Martin de Vion
L'église Saint-Martin est une église située à Vion, en France.

## Localisation
L'église est située sur la commune de Vion, dans le département français de l'Ardèche.

## Protection
L'église Saint-Martin est classée au titre des monuments historiques en 1910.